# Alstom Citadis 200
Alstom Citadis 200 – seria tramwajów niskopodłogowych z rodziny Citadis, produkowanych w Niemczech w latach 1994–2012. Powstało łącznie 145 sztuk, które są eksploatowane w Magdeburgu, Darmstadt, Gerze i Brunszwiku.

## Konstrukcja
Alstom Citadis 200 to tramwaje trójczłonowe, jednokierunkowe, częściowo niskopodłogowe.
| Dane techniczne w ujęciu porównawczym | Dane techniczne w ujęciu porównawczym | Dane techniczne w ujęciu porównawczym | Dane techniczne w ujęciu porównawczym | Dane techniczne w ujęciu porównawczym | Dane techniczne w ujęciu porównawczym | Dane techniczne w ujęciu porównawczym |
| ------------------------------------- | ------------------------------------- | ------------------------------------- | ------------------------------------- | ------------------------------------- | ------------------------------------- | ------------------------------------- |
| Miasto                                | Miasto                                | Magdeburg                             | Darmstadt                             | Darmstadt                             | Brunszwik                             | Gera                                  |
| Typ                                   | Typ                                   | NGT8D                                 | ST13                                  | ST14                                  | NGT8D                                 | NGT8G                                 |
| Rozstaw wózków                        | Rozstaw wózków                        | 1435 mm                               | 1000 mm                               | 1000 mm                               | 1100 mm                               | 1000 mm                               |
| Napięcie zasilania                    | Napięcie zasilania                    | 600 V DC                              | 750 V DC                              | 750 V DC                              | 600 V DC                              | 600 V DC                              |
| Masa                                  | Masa                                  | 32 500 kg                             | 32 300 kg                             | 34 000 kg                             | 34 600 kg                             | 34 000 kg                             |
| Długość                               | Długość                               | 29 410 mm                             | 27 728 mm                             | 27 728 mm                             | 29 400 mm                             | 27 658 mm                             |
| Szerokość                             | Szerokość                             | 2300 mm                               | 2400 mm                               | 2400 mm                               | 2300 mm                               | 2400 mm                               |
| Liczba miejsc                         | siedzących                            | 71                                    | 81                                    | 68                                    | 66                                    | 72                                    |
| Liczba miejsc                         | stojących                             | 96                                    | 80                                    | 93                                    | 107                                   | 87                                    |
| Liczba miejsc                         | ogółem                                | 167                                   | 161                                   | 161                                   | 173                                   | 159                                   |
| Moc silników                          | jednostkowa                           | 95 kW                                 | 95 kW                                 | 95 kW                                 | 105 kW                                | 95 kW                                 |
| Moc silników                          | łączna                                | 380 kW                                | 380 kW                                | 380 kW                                | 420 kW                                | 380 kW                                |
| Źródło                                |                                       |                                       |                                       |                                       |                                       |                                       |

### Wózki
Tramwaj opiera się na czterech dwuosiowych wózkach, przy czym pierwszy i ostatni podtrzymują skrajne człony i są napędowe. Podłoga w pierwszym i trzecim członie znajduje się na wysokości 585 mm. Pozostałe dwa wózki są toczne i znajdują się pod środkowym członem. Wózki toczne są mniejsze od napędowych: nad nimi poziom podłogi został obniżony do 350 mm.

### Nadwozie
Nadwozie o konstrukcji stalowej posiada czworo drzwi odskokowych. Dwoje drzwi dwupłatowych o prześwicie 1300 mm prowadzi do wnętrza środkowego członu niskopodłogowego. W 1. i 3. członie znajduje się po jednej parze drzwi jednopłatowych o prześwicie 870 mm (w Brunszwiku pierwsze drzwi są szersze o 100 mm).

### Silniki
Citadisy 200 napędzane są czterema silnikami asynchronicznymi typu 4WXA2544G o mocy 95 lub 105 kW i chłodzeniu wodnym, przy czym każdy z silników napędza jedną oś. Układ sterowania silników oparty jest na falownikach z tranzystorami IGBT i umożliwia rekuperację energii w trakcie hamowania.

### Wnętrze
Liczba miejsc siedzących i ich układ różnią się w zależności od miejsca eksploatacji. Niezależnie od tego wszystkie tramwaje posiadają tapicerowane siedzenia.

## Dostawy
| Państwo        | Miasto         | Typ            | Lata dostaw    | Liczba | Numery taborowe |        |
| -------------- | -------------- | -------------- | -------------- | ------ | --------------- | ------ |
| Niemcy         | Brunszwik      | NGT8D          | 2007           | 12     | 0751–0762       | [ 7 ]  |
| Niemcy         | Darmstadt      | ST13           | 1998           | 20     | 9855–9874       | [ 8 ]  |
| Niemcy         | Darmstadt      | ST14           | 2007           | 18     | 0775–0792       | [ 8 ]  |
| Niemcy         | Gera           | NGT8G          | 2006–2008      | 12     | 201–212         | [ 9 ]  |
| Niemcy         | Magdeburg      | NGT8D          | 1994–2013      | 83     | 1301–1383       | [ 10 ] |
| Łączna liczba: | Łączna liczba: | Łączna liczba: | Łączna liczba: | 145    |                 |        |

## Eksploatacja

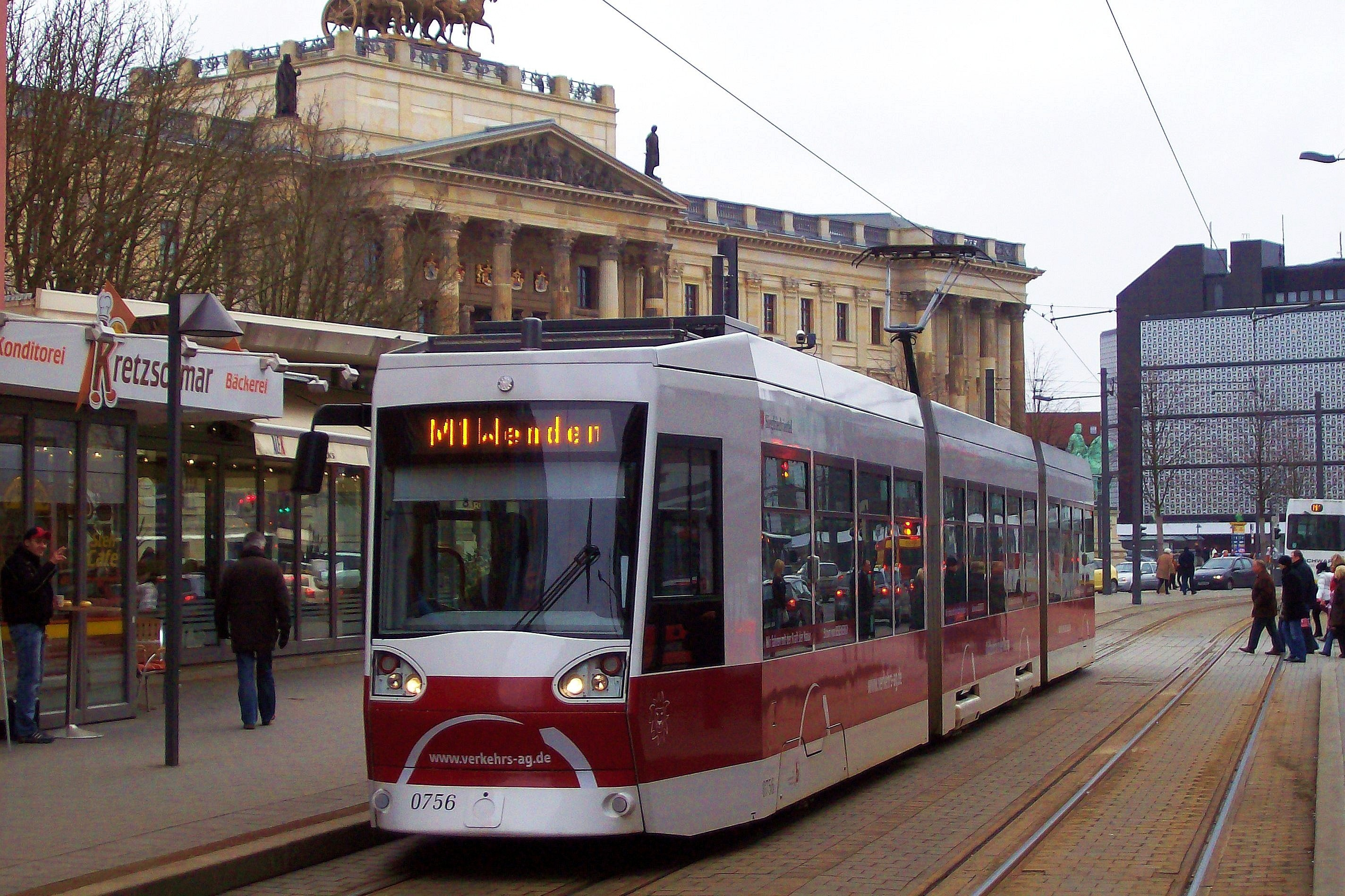
NGT8D w Brunszwiku

### Brunszwik

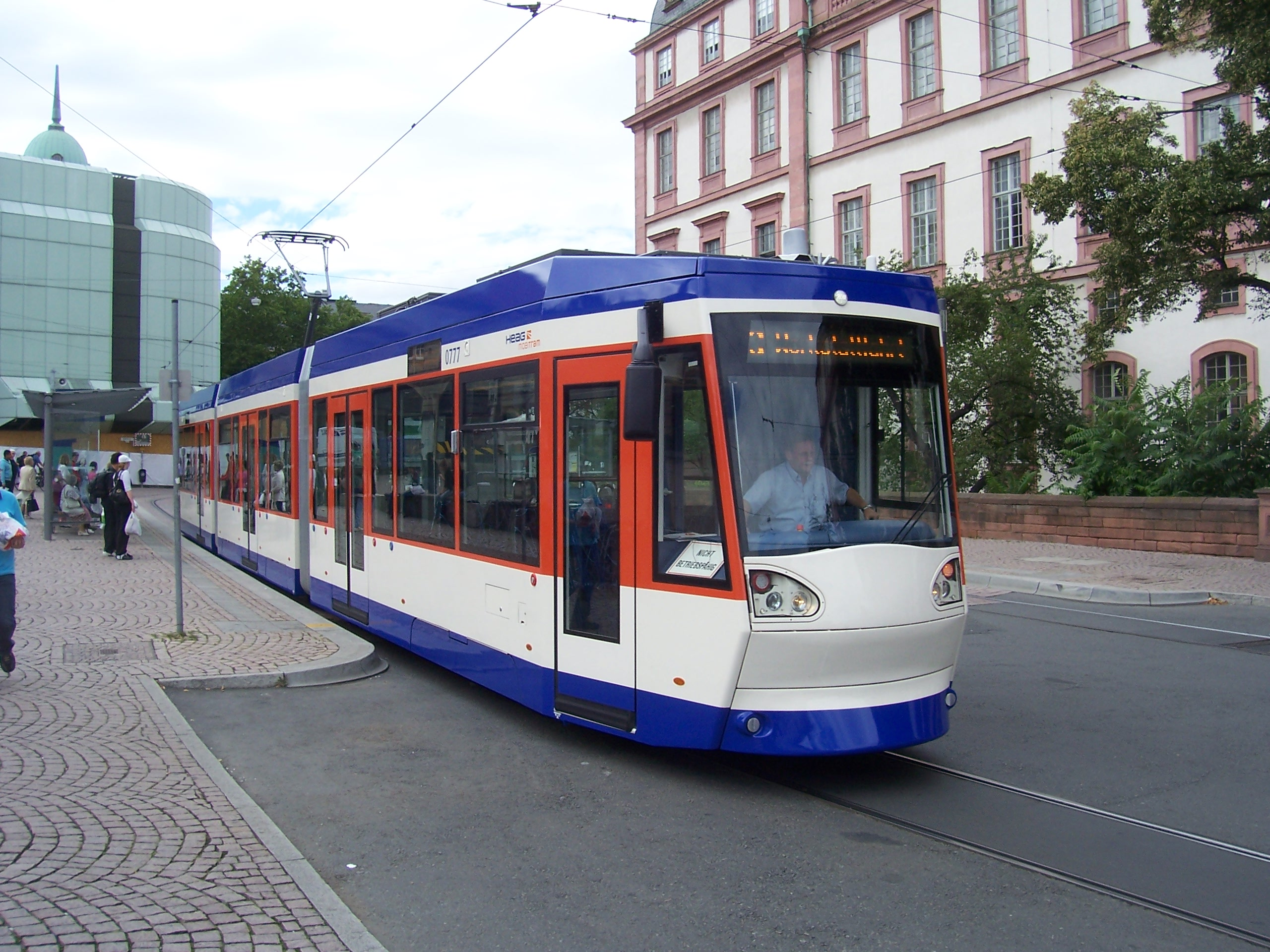
ST14 w Darmstadt

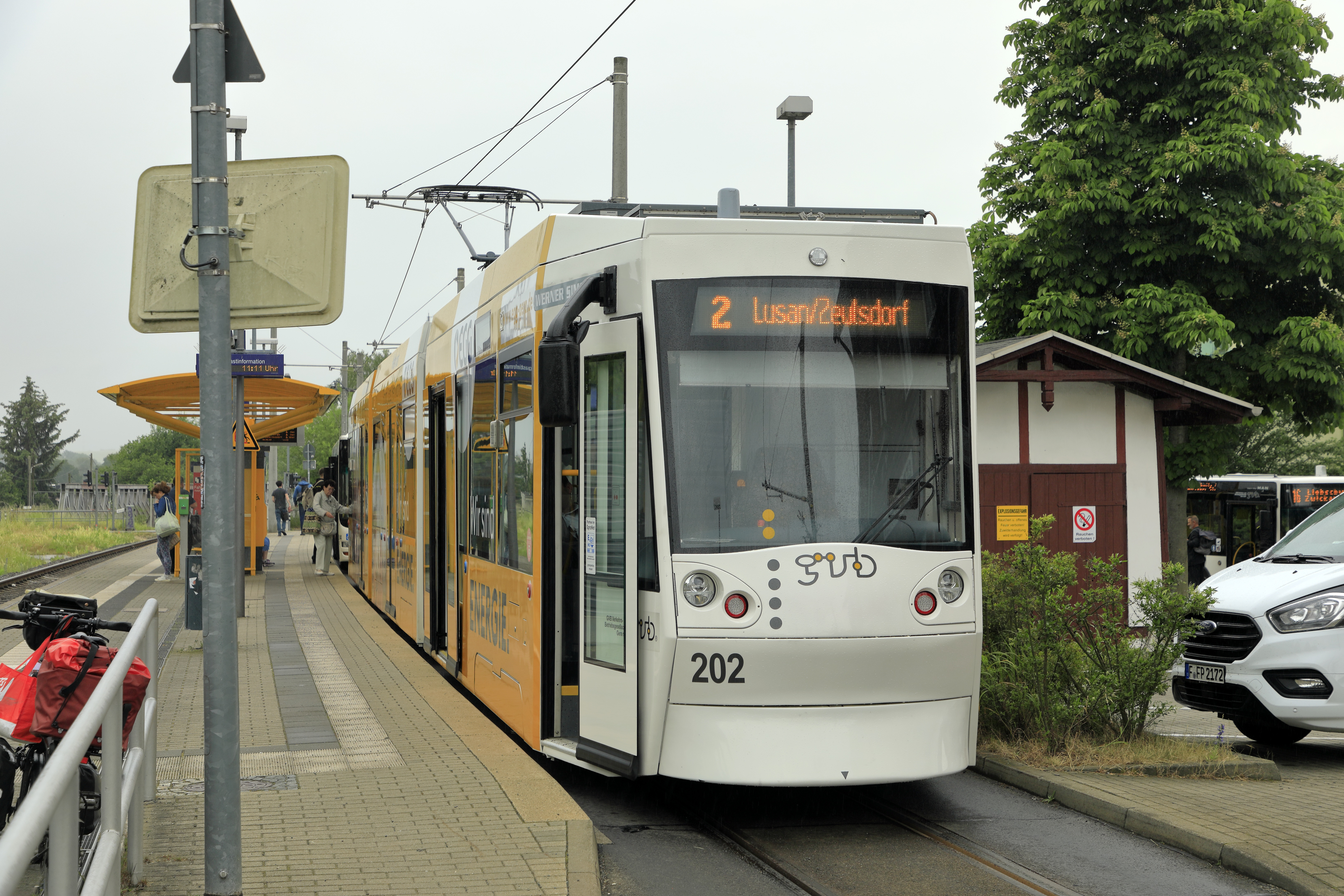
NGT8G w Gerze

W 2006 r. miasto Brunszwik zakupiło 12 tramwajów NGT8D od konsorcjum LHB/Bombardier. Sześć z nich wyposażono w sprzęgi Scharfenberga na wypadek konieczności połączenia tramwaju z doczepą. Rok później rozpoczęto modernizację doczep Duewag B4 w celu połączenia ich w składy z NGT8D. W latach 2007–2010 utworzono i włączono do eksploatacji cztery składy NGT8D+B4.

### Darmstadt
W grudniu 1995 r. miasto Darmstadt zamówiło 20 tramwajów Citadis 200, które u miejscowego przewoźnika HEAG otrzymały oznaczenie ST13. Pierwszy z nich wprowadzono do ruchu liniowego 6 kwietnia 1998 r. ST13 kursują w składach z doczepami SB9. 18 egzemplarzy drugiej serii, wyprodukowanej w 2007 r., oznaczono ST14.

### Gera
W 2005 r. Gera zamówiła 6 tramwajów typu NGT8G, które konstrukcyjnie wywodziły się od wagonów ST13 z Darmstadt, a w 2008 r. skorzystano z opcji i zamówiono jeszcze 6 egzemplarzy.

### Magdeburg
We wrześniu 1992 r. zawarto umowę między Magdeburger Verkehrsbetriebe a konsorcjum firm Alstom LHB, Waggonbau Dessau, Waggonbau Bautzen i ABB Henschel Waggonunion (potem Adtranz) na dostarczenie 25 tramwajów Citadis 200 (miejscowe oznaczenie NGT8D). Pierwszy tramwaj dotarł do miasta 15 grudnia 1994 r. Eksploatację liniową pierwszych 6 egzemplarzy rozpoczęto 1 kwietnia 1995 r., a dostawy wszystkich tramwajów zakończono w 1996 r. Około 1999 r. zakupiono jeszcze 28 tramwajów NGT8D od LHB. Dostawy zakończono pod koniec września 2000 r. i wówczas też złożono zamówienie u konsorcjum Adtranz/LHB na następnych 19 egzemplarzy NGT8D, których dostawy miały miejsce do lutego 2003 r. Po dłuższej przerwie kolejne tramwaje NGT8D zakupiono od konsorcjum Bombardier/Alstom w 2012 r. w liczbie 11 wagonów. Wagony z tej dostawy dostosowano do ciągnięcia doczep Tatra B6A2D.
W lipcu 2021 r. MVB i Alstom zawarły umowę na zakup 35 tramwajów Bombardier Flexity, które pozwolą na wycofanie z eksploatacji najstarszych NGT8D.

### Testy w Polsce
Pierwszy tramwaj NGT8D pojawił się w Polsce 20 czerwca 1996 r., kiedy do Warszawy przywieziono na prezentacje wagon nr 1318. 2 lipca przetransportowano go do Poznania, gdzie uczestniczył w jazdach próbnych od 4 do 8 lipca.
W 2001 r. MZK Szczecin, MPK Wrocław i Tramwaje Warszawskie zdecydowały się na wspólne zakupy niskopodłogowego taboru tramwajowego. W związku z tym do Warszawy na prezentacje przyjechał wagon nr 1340 z Magdeburga.
W listopadzie i na początku grudnia 2000 r. tramwaj kursował próbnie w Poznaniu.
Między 8 grudnia 2000 r. a 9 stycznia 2001 r. tramwaj wypożyczono Warszawie. Testowano go na linii nr 8.
Do Szczecina tramwaj przyjechał 11 stycznia 2001 r. Jazdy próbne przeprowadzono w dniach 12–16 stycznia na linii tramwajowej nr 8.
Kolejnym miastem zainteresowanym testami był Wrocław. W dniach 20–25 stycznia 2001 r. magdeburski NGT8D kursował na linii nr 24.